# Maladera haldwaniensis
Maladera haldwaniensis är en skalbaggsart som beskrevs av Ahrens 2004. Maladera haldwaniensis ingår i släktet Maladera och familjen Melolonthidae. Inga underarter finns listade i Catalogue of Life.